# 2 kwietnia
2 kwietnia jest 92. (w latach przestępnych 93.) dniem w kalendarzu gregoriańskim. Do końca roku pozostaje 273 dni.

## Święta
- Imieniny obchodzą: Aaron, Abundiusz, Franciszek, Irmina, Laurencja, Leopold, Leopolda, Maria, Miłobąd, Samosąd, Teodozja, Urban i Wiktor.
- Kanada – Dzień Papieża Jana Pawła II[1].
- Międzynarodowe:
  - Międzynarodowy Dzień Książki dla Dzieci
  - Światowy Dzień Świadomości Autyzmu (z inicjatywy Kataru popartej przez ONZ w 2008)
- Wspomnienia i święta w Kościele katolickim[2][3] obchodzą:
  - św. Abundiusz z Como (biskup)
  - bł. Elżbieta Vendramini
  - św. Eustazjusz (opat)
  - św. Franciszek Coll (prezbiter)
  - św. Franciszek z Paoli (pustelnik)
  - bł. Leopold z Gaiche (prezbiter)[4]
  - św. Maria Egipcjanka (pustelnica)
  - św. Nicecjusz (biskup)
  - św. Piotr Calungsod (misjonarz i męczennik)
  - bł. Wilhelm Apor (biskup i męczennik)
  - św. Wiktor z Kapui (biskup)

## Wydarzenia w Polsce
- 1428 – W Wielki Piątek w Ząbkowicach Śląskich czescy husyci zamordowali dwóch zakonników dominikańskich: ojców Jana Budę i Mikołaja Carpentariusa oraz diakona Andrzeja Cantorisa.
- 1527 – Jan Amor Tarnowski został hetmanem wielkim koronnym.
- 1627 – V wojna polsko-szwedzka: wojska polskie odzyskały Puck.
- 1802 – Izabela Branicka sprzedała Białystok władzom pruskim za ponad 270 tys. talarów.
- 1813 – VI koalicja antyfrancuska: kapitulacja Jasnej Góry przed wojskami rosyjskimi.
- 1831 – Powstanie listopadowe: zwycięstwo powstańców w II bitwie pod Kałuszynem.
- 1915 – I wojna światowa: cesarz Mikołaj II Romanow przybył do zdobytej przez wojska rosyjskie Twierdzy Przemyśl.
- 1919 – W Krakowie założono Towarzystwo Matematyczne, które rok później przekształcone zostało w Polskie Towarzystwo Matematyczne mające zasięg ogólnokrajowy.
- 1920 – Wojna polsko-bolszewicka: zwycięstwo 11. pułku piechoty pod dowództwem mjra Aleksandra Zawadzkiego nad sowiecką 44. Dywizją Strzelców w bitwie pod Starykami i Czernicą.
- 1921 – Zlikwidowano komunikację tramwajową w Cieszynie.
- 1928 – Straż Celna została zastąpiona przez Straż Graniczną.
- 1930 – We Wrocławiu otwarto dom handlowy „Wertheim” (obecnie „Renoma”).
- 1932 – Samolot PZL.16 wykonał pierwszy lot zakończony katastrofą.
- 1936 – Strajki protestacyjne w całym kraju po masakrze 10 osób w Krakowie, która miała miejsce 23 marca.
- 1937 – Prezydent Rzeczypospolitej Ignacy Mościcki nadał pośmiertnie Karolowi Szymanowskiemu Wielką Wstęgę Orderu Odrodzenia Polski.
- 1939 – Samobójstwo Walerego Sławka.
- 1940 – W odwecie za zabicie dwóch żołnierzy niemieckich rozstrzelano w Palmirach około 100 osób (w tym 27 kobiet), przywiezionych z Pawiaka i więzienia mokotowskiego.
- 1942 – W Warszawie ukazało się pierwsze wydanie konspiracyjnego miesięcznika literackiego „Sztuka i Naród”.
- 1944 – W nocy z 2 na 3 kwietnia oddział UPA dokonał masakry ponad 100 polskich mieszkańców wsi Słoboda Konkolnicka w powiecie rohatyńskim województwa stanisławowskiego.
- 1945 – Centralne Kierownictwo Ruchu Ludowego podjęło decyzję o ujawnieniu Batalionów Chłopskich.
- 1947 – Rudolf Höß, komendant niemieckiego obozu koncentracyjnego Auschwitz-Birkenau w latach 1940–1943, został skazany przez Najwyższy Trybunał Narodowy w Warszawie na karę śmierci.
- 1950 – Na plebanii w Poczesnej w powiecie częstochowskim zostało zamordowanych 5 osób – proboszcz Boguchwał Tuora i jego współpracownicy.
- 1952 – Ukazało się pierwsze wydanie tygodnika „Motor”.
- 1954 – W Częstochowie zastrzelono Władysława Starucha, komendanta posterunku kolejowego MO w tym mieście.
- 1969 – W Zawoi na Policy w paśmie Beskidu Żywieckiego rozbił się należący do PLL LOT samolot pasażerski An-24, w wyniku czego zginęły 53 osoby.
- 1970 – Premiera komedii filmowej Jak rozpętałem drugą wojnę światową w reżyserii Tadeusza Chmielewskiego.
- 1976 – Kopalnia soli w Wieliczce została wpisana do rejestru zabytków.
- 1980 – Odbyło się inauguracyjne posiedzenie Sejmu PRL VIII kadencji.
- 1982 – Odbyło się 1. notowanie Radiowej Listy Przebojów Programu I.
- 1997:
  - Na Stadionie Śląskim w Chorzowie Polska zremisowała bezbramkowo z Włochami w meczu eliminacyjnym do Mistrzostw Świata.
  - Zgromadzenie Narodowe uchwaliło Konstytucję RP.
- 2005 – Po śmierci papieża Jana Pawła II prezydent Aleksander Kwaśniewski ogłosił żałobę narodową, która trwała od 3 kwietnia do pogrzebu 8 kwietnia.

## Wydarzenia na świecie

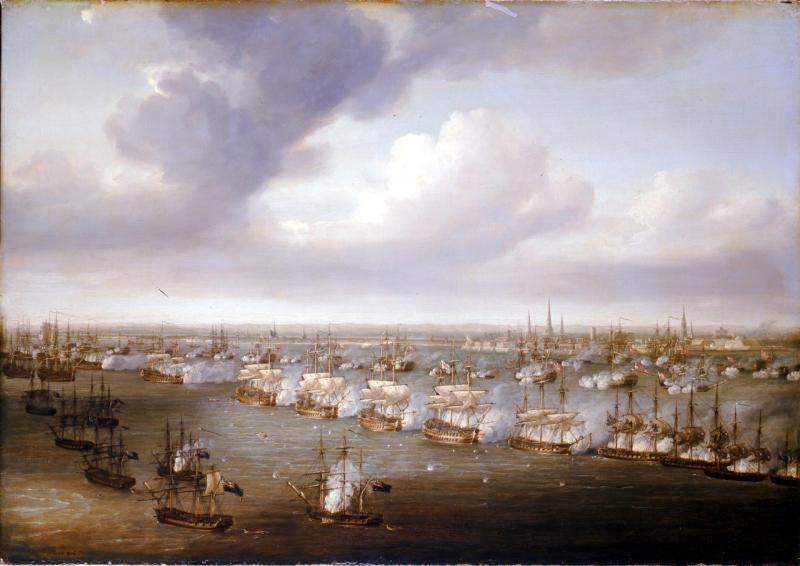
Bitwa pod Kopenhagą (1801) na obrazie Nicholasa Pococka

- 999 – Gerbert z Aurillac został wybrany na papieża i przybrał imię Sylwester II.
- 1285 – Giacomo Savelli został wybrany na papieża i przybrał imię Honoriusz IV.
- 1416 – Alfons V został królem Aragonii.
- 1453 – Rozpoczęło się tureckie oblężenie Konstantynopola, zakończone jego zdobyciem 29 maja.
- 1479 – Król Węgier Maciej Korwin i król Polski Kazimierz IV Jagiellończyk zawarli pokój w Budzie. Węgierski władca zgodził się wycofać poparcie dla zakonu krzyżackiego i biskupa warmińskiego Mikołaja Tungena, z którym polski król toczył tzw. wojnę popią. W zamian za te ustępstwa Kazimierz IV Jagiellończyk dał wolną rękę królowi Węgier w polityce wobec Czech.
- 1513 – Hiszpański żeglarz i odkrywca Juan Ponce de León postawił, jako pierwszy Europejczyk, nogę na Florydzie.
- 1546 – Ponta Delgada na wyspie São Miguel w archipelagu Azorów otrzymało prawa miejskie.
- 1550 – Papież Juliusz III erygował diecezję Portalegre (obecnie Portalegre-Castelo Branco) w Portugalii.
- 1557 – W Nowogrodzie podpisano traktat pokojowy kończący wojnę szwedzko-rosyjską.
- 1559 – Francja, Hiszpania i Anglia podpisały pokój w Cateau-Cambrésis kończący wojny włoskie pomiędzy Habsburgami a Francją o dominację w Europie, z których zwycięsko wyszli ci pierwsi (2 i 3 kwietnia).
- 1792 – Kongres Stanów Zjednoczonych przyjął ustawę (Coinage Act) powołującą Mennicę Stanów Zjednoczonych.
- 1800 – W wiedeńskim Burgtheater odbyła się premiera I symfonii Ludwiga van Beethovena.
- 1801 – II koalicja antyfrancuska: zwycięstwo floty brytyjskiej nad duńską w bitwie pod Kopenhagą.
- 1805 – Założono argentyńskie miasto San Rafael.
- 1810 – Napoleon Bonaparte wziął ślub z Marią Ludwiką Austriaczką.
- 1819 – Wojna o niepodległość Wenezueli: zwycięstwo powstańców nad rojalistami w bitwie pod Las Queseras del Medio.
- 1842 – Ureli Corelli Hill założył Filharmonię Nowojorską.
- 1845 – Francuscy fizycy Armand Fizeau i Jean Bernard Léon Foucault wykonali pierwsze zdjęcie Słońca.
- 1849 – W Wielkiej Brytanii oddano do użytku ostatnio odcinek linii kolejowej Exeter – Plymouth.
- 1851 – Mongkut został koronowany na króla Syjamu.
- 1860 – W Turynie zebrał się pierwszy parlament zjednoczonych Włoch.
- 1861 – Zwłoki Napoleona Bonapartego przeniesiono z jednej z kaplic do sarkofagu pod kopułą kościoła Inwalidów w Paryżu.
- 1865 – Wojna secesyjna: zwycięstwa Unionistów w III bitwie pod Petersburgiem i bitwie pod Selmą.
- 1868 – Ranavalona II została królową Madagaskaru.
- 1869 – Niemiecki astronom Robert Luther odkrył planetoidę (108) Hecuba.
- 1871 – Komuna Paryska: wojska rządowe wkroczyły na przedmieścia Paryża.
- 1873 – Passaic w stanie New Jersey uzyskało prawa miejskie.
- 1885 – Wojna gwatemalsko-salwadorska: armia gwatemalska poniosła klęskę w bitwie pod Chalchuapa, w czasie której zginął prezydent kraju Justo Rufino Barrios.
- 1890 – transatlantyk „Majestic” wypłynął w dziewiczy rejs z Liverpoolu do Nowego Jorku.
- 1902 – Założono holenderski klub piłkarski MVV Maastricht.
- 1911 – W Australii przeprowadzono pierwszy spis powszechny.
- 1913 – Zainaugurował działalność Théâtre des Champs Élysées w Paryżu.
- 1916 – W wyniku eksplozji w fabryce amunicji w Uplees w południowej Anglii zginęło 105 pracowników.
- 1917:
  - Prezydent USA Woodrow Wilson zwrócił się do Kongresu o wypowiedzenie wojny Niemcom.
  - Rząd Tymczasowy Rosji wydał dekret o zniesieniu restrykcji wyznaniowych i etnicznych.
  - Założono norweski klub piłkarski Lillestrøm SK.
- 1918:
  - Bolszewicy przy wsparciu Armeńskiej Federacji Rewolucyjnej dokonali w Baku w dniach 28 marca-2 kwietnia od 3 tys. do 12 tys. muzułmanów.
  - Założono Uniwersytet w Stellenbosch w Południowej Afryce.
- 1920 – Wbrew protestom Francji Reichswehra i Freikorps wkroczyły do zdemilitaryzowanego Zagłębia Ruhry w celu stłumienia lewicowego powstania.
- 1921 – Bolszewicy stłumili powstanie lutowe w Armenii (13 lutego-2 kwietnia).
- 1922:
  - Marcelo Torcuato de Alvear wygrał wybory prezydenckie w Argentynie.
  - Żydowscy imigranci założyli osady Giwatajim i Ra’ananna w Palestynie (obecnie miasta w Izraelu).
- 1924 – Została zdelegalizowana Bułgarska Partia Komunistyczna.
- 1930 – Haile Selassie I został cesarzem Etiopii.
- 1931 – Zwodowano japoński lekki lotniskowiec „Ryūjō”.
- 1939:
  - Dzień po zakończeniu hiszpańskiej wojny domowej 55 tys. nacjonalistów przemaszerowało w paradzie zwycięstwa przez Madryt.
  - Minister spraw zagranicznych Józef Beck rozpoczął wizytę w Londynie.
- 1942:
  - Juan Antonio Ríos został prezydentem Chile.
  - Premiera amerykańskiej komedii firmowej Moja ulubiona blondynka w reżyserii Sidneya Lanfielda.
  - Wojna kontynuacyjna: zwycięstwem wojsk fińskich nad radzieckimi zakończyła się bitwa pod Suursaari (26 marca-2 kwietnia).
- 1943 – Bitwa o Atlantyk:
  - U wybrzeży Bermudów zatonął wraz z 114 osobami brytyjski statek pasażerski „Melbourne Star”, storpedowany przez niemiecki okręt podwodny U-129(inne języki).
  - U wybrzeży Portugalii brytyjski slup wojenny HMS „Black Swan”(inne języki) zatopił niemiecki okręt podwodny U-124 wraz z 53-osobową załogą.
- 1945:
  - Bitwa o Atlantyk: lotnicy polskiego 304. Dywizjonu Bombowego zatopili u południowo-zachodniego wybrzeża Irlandii niemiecki okręt podwodny U-321.
  - Brazylia i ZSRR nawiązały stosunki dyplomatyczne.
  - Wojska radziecko-bułgarskie rozpoczęły operację wiedeńską.
- 1946:
  - Japoński sklepikarz Katsumi Yanagisawa założył firmę produkującą stojaki na nuty, która następnie przekształciła się w Pearl Musical Instrument Company, a ostatecznie w Pearl Drums.
  - Ukazało się pierwsze wydanie niemieckiego dziennika „Die Welt”.
- 1947 – Rząd brytyjski oficjalnie przekazał sprawę konfliktu w Mandacie Palestyny do ONZ.
- 1953 – Julius Raab został kanclerzem Austrii.
- 1958:
  - Premiera filmu wojennego Młode lwy w reżyserii Edwarda Dmytryka.
  - Wojna o Ifni: rządy hiszpański i marokański podpisały traktat z Angra de Cintra, na mocy którego Hiszpania utrzymała region przylądka Dżubi, Sahary Hiszpańskiej i Ifni.
- 1963 – Została wystrzelona radziecka sonda księżycowa Łuna 4.
- 1964 – W kierunku Wenus została wystrzelona radziecka sonda Zond 1.
- 1974:
  - Odbyła się 46. ceremonia wręczenia Oscarów.
  - Otwarto Westfalenstadion w Dortmundzie.
  - Po śmierci prezydenta Francji Georges’a Pompidou tymczasowym prezydentem został przewodniczący Senatu Alain Poher.
- 1975:
  - 29 osób zginęło w katastrofie autobusu pod francuskim Grenoble.
  - Zakończono budowę CN Tower w Toronto.
- 1976 – Uchwalono nową konstytucję Portugalii.
- 1978 – Stacja CBS rozpoczęła emisję serialu Dallas.
- 1979:
  - Została wydana dyrektywa Europejskiej Wspólnoty Gospodarczej o ochronie dziko żyjących ptaków.
  - Z radzieckiego laboratorium broni biologicznej w Swierdłowsku (Jekaterynburgu) przypadkowo uwolniono zarodniki wąglika, zabijając ok. 100 osób i nieznaną liczbę zwierząt gospodarskich.
- 1982 – Inwazja 800 argentyńskich żołnierzy na brytyjski archipelag Falklandów rozpoczęła wojnę o archipelag.
- 1984 – Pięciu terrorystów palestyńskich otworzyło ogień w domu handlowym w Jerozolimie, raniąc 48 osób.
- 1989 – Michaił Gorbaczow jako pierwszy od 1974 roku radziecki przywódca przybył z wizytą na Kubę.
- 1990 – Założono Republikańską Partię Armenii (HHK).
- 1991 – Z krateru filipińskiego wulkanu Pinatubo na wyspie Luzon zaczęły się wydobywać kłęby pary, co było zapowiedzią największej erupcji wulkanicznej w XX wieku w dniu 15 czerwca tego roku.
- 1992:
  - Pierre Bérégovoy został premierem Francji.
  - Przemianowana przez komunistów na Titograd stolica Czarnogóry Podgorica powróciła do pierwotnej nazwy.
  - Zakończyła się misja STS-45 wahadłowca Atlantis.
- 1993 – Uchwalono konstytucję Lesotho.
- 1996:
  - Dokonano oblotu rosyjskiego myśliwca wielozadaniowego Su-37.
  - Utworzono Stowarzyszenie Rosji i Białorusi.
- 1997 – Utworzono Związek Rosji i Białorusi.
- 1998:
  - Były minister francuskiego rządu Maurice Papon został skazany na 10 lat pozbawienia wolności za przestępstwa, jakich się dopuścił wobec Żydów w czasie II wojny światowej.
  - Został wyniesiony na orbitę teleskop kosmiczny TRACE, służący do badania związku między polem magnetycznym Słońca a strukturami jego plazmy.
- 1999 – Przedłużono obowiązywanie Układu o bezpieczeństwie zbiorowym Wspólnoty Niepodległych Państw (traktatu taszkenckiego).
- 2001 – Zarejestrowano największy od 25 lat rozbłysk słoneczny.
- 2002:
  - Ścigani przez izraelskie wojsko palestyńscy bojownicy zabarykadowali się w bazylice Narodzenia Pańskiego w Betlejem. Oblężenie kompleksu świątynnego trwało ponad miesiąc.
  - Wycofano ze służby amerykański atomowy okręt podwodny USS „Kamehameha”.
- 2004 – Zjednoczony Ludowy Sojusz Wolności (UPFA) wygrał wybory parlamentarne na Sri Lance.
- 2006 – Ugrupowanie Thajowie Kochają Tajlandię premiera Thaksina Shinawatry wygrało przedterminowe wybory parlamentarne.
- 2007:
  - 16 osób zginęło, a 25 zostało rannych w zamachu bombowym na autobus koło miasta Ampara na wschodzie Sri Lanki.
  - Prezydent Ukrainy Wiktor Juszczenko rozwiązał parlament, co doprowadziło do kilkumiesięcznego kryzysu politycznego.
  - W Wyspy Salomona na Pacyfiku uderzyła fala tsunami wywołana trzęsieniem ziemi pod dnem oceanu o sile 8 stopni w skali Richtera, zabijając 15 osób.
- 2009 – Otwarto metro w Sewilli.
- 2010 – Rozpoczęła się załogowa misja Sojuz TMA-18 na Międzynarodową Stację Kosmiczną (ISS).
- 2012:
  - Macky Sall został zaprzysiężony na urząd prezydenta Senegalu.
  - Prezydent Węgier Pál Schmitt ustąpił ze stanowiska.
  - W katastrofie lotu UTair 120 w rosyjskim mieście Tiumeń zginęły 33 osoby, a 10 zostało rannych.
- 2014 – Karim Masimow został po raz drugi premierem Kazachstanu.
- 2015 – 152 osoby zginęły, a 79 zostało rannych w zamachu na uniwersytet w kenijskim mieście Garissa przeprowadzonym przez somalijską, islamistyczną organizację terrorystyczną Asz-Szabab.
- 2016:
  - Simplice Sarandji został premierem Republiki Środkowoafrykańskiej.
  - Trần Đại Quang został prezydentem Wietnamu.
- 2017:
  - Były wiceprezydent Lenín Moreno wygrał w II turze wybory prezydenckie w Ekwadorze.
  - Urzędujący premier Aleksandar Vučić wygrał w I turze wybory prezydenckie w Serbii.
- 2018:
  - Abiy Ahmed Ali został premierem Etiopii.
  - Chińska stacja orbitalna Tiangong 1 spłonęła w atmosferze nad Pacyfikiem.
- 2019 – Po kilku tygodniach masowych protestów antyrządowych prezydent Algierii Abd al-Aziz Buteflika podał się do dymisji. P.o. prezydenta został przewodniczący parlamentu Abd al-Kadir Bensalah.
- 2020 – W Auggen w Badenii-Wirtembergii tuż przed nadjeżdżającym pociągiem zawalił się wiadukt, w wyniku czego zginęła 1 osoba, a 3 zostały ranne, w tym jedna ciężko.
- 2021 – Mohamed Bazoum został prezydentem Nigru.
- 2024 – 29 osób zginęło, a 8 odniosło obrażenia w pożarze remontowanego klubu nocnego w Stambule.

## Urodzili się
- 742 – Karol Wielki, król Franków, Burgundii i Longobardów, cesarz rzymski (zm. 814)
- 1151 – Igor Światosławowicz, książę nowogrodzko-siewierski i czernihowski (zm. 1202)
- 1348 – Andronik IV Paleolog, cesarz bizantyński (zm. 1385)
- 1473 – Jan Korwin, książę głogowski, ban Chorwacji (zm. 1504)
- 1502 – Zuzanna Wittelsbach, księżniczka bawarska, księżna Brandenburgii-Bayreuth, elektorowa Palatynatu Reńskiego (zm. 1543)
- 1511 – Yoshiharu Ashikaga, japoński siogun (zm. 1550)
- 1514:
  - Hans Oppersdorff, czeski szlachcic, starosta Śląska (zm. 1584)
  - Guidobaldo II della Rovere, książę Urbino i Gubbio, kondotier, dowódca armii Republiki Weneckiej, gubernator Fano, kapitan generalny Świętego Kościoła Rzymskiego i prefekt Rzymu (zm. 1574)
- 1545 – Elżbieta Walezjuszka, księżniczka francuska, królowa hiszpańska (zm. 1568)
- 1566 – Maria Magdalena de’ Pazzi, włoska karmelitanka, stygmatyczka, święta (zm. 1607)
- 1586 – Pietro della Valle, włoski podróżnik (zm. 1652)
- 1587 – Wirginia Centurione Bracelli, włoska święta (zm. 1651)
- 1602 – María z Ágredy, hiszpańska zakonnica, mistyczka, wizjonerka, Służebnica Boża (zm. 1665)
- 1618 – Francesco Grimaldi, włoski jezuita, matematyk, astronom, fizyk (zm. 1663)
- 1619 – Onofrio Gabrieli, włoski malarz (zm. 1706)
- 1647 – Maria Sibylla Merian, niemiecka przyrodniczka, malarka (zm. 1717)
- 1651 – Fabrizio Paolucci, włoski duchowny katolicki, arcybiskup Ferrary, kardynał (zm. 1726)
- 1653 – Jerzy Oldenburg, książę Cumberland, książę-małżonek Wielkiej Brytanii (zm. 1708)
- 1654 – Henri d’Harcourt, francuski oficer, dyplomata, marszałek Francji (zm. 1718)
- 1676 – Franciszek Maksymilian Ossoliński, polski szlachcic, pułkownik, polityk, podskarbi wielki koronny (zm. 1756)
- 1684 – Henry Somerset, brytyjski arystokrata, polityk (zm. 1714)
- 1696 – Francesca Cuzzoni, włoska śpiewaczka operowa (sopran) (zm. 1778)
- 1719:
  - Vincenzo Legrenzio Ciampi, włoski kompozytor (zm. 1762)
  - Johann Wilhelm Ludwig Gleim, niemiecki poeta (zm. 1803)
- 1725 – Giacomo Casanova, wenecki podróżnik, awanturnik, pamiętnikarz (zm. 1798)
- 1733 – Giacomo Tritto, włoski kompozytor (zm. 1824)
- 1736 – (lub 11 kwietnia) Jan Ferdynand Nax, polski architekt, ekonomista, publicysta (zm. 1810)
- 1745:
  - Richard Bassett, amerykański prawnik, polityk, senator (zm. 1815)
  - Franz de Paula Triesnecker, austriacki jezuita, uczony (zm. 1817)
- 1760 – Jean Léchelle, francuski generał, rewolucjonista (zm. 1793)
- 1764 – Nicolas Massias, francuski urzędnik konsularny, dyplomata, filozof, literat, wojskowy (zm. 1848)
- 1769 – Giacinto Placido Zurla, włoski kardynał (zm. 1834)
- 1770:
  - Pasquale Galluppi, włoski filozof (zm. 1846)
  - Alexandre Pétion, haitański wojskowy, polityk, prezydent Haiti (zm. 1818)
- 1771 – Heinrich Christoph Kolbe, niemiecki malarz (zm. 1836)
- 1781 – (lub 3 kwietnia) Swaminarajan, guru hinduizmu (zm. 1830)
- 1786 – Edward Raczyński (starszy), polski hrabia, polityk, mecenas sztuki i nauki (zm. 1845)
- 1792 – Francisco de Paula Santander, kolumbijski wojskowy, polityk (zm. 1860)
- 1795 – Ignace Brice, belgijski malarz (zm. 1866)
- 1796 – Josef Myslimír Ludvík, czeski duchowny katolicki, pisarz, kronikarz, historyk (zm. 1856)
- 1797 – Wincenty Smokowski, polski malarz, grafik, rzeźbiarz, ilustrator (zm. 1876)
- 1798 – August Heinrich Hoffmann von Fallersleben, niemiecki poeta, autor słów hymnu Niemiec (zm. 1874)
- 1799 – Charles Yorke, brytyjski arystokrata, wojskowy, polityk (zm. 1873)
- 1800 – Andrzej Artur Zamoyski, polski ziemianin, działacz gospodarczy, polityk (zm. 1874)
- 1803 – Franz Lachner, niemiecki kompozytor, dyrygent (zm. 1890)
- 1805 – Hans Christian Andersen, duński prozaik, poeta, bajkopisarz (zm. 1875)
- 1806:
  - Giacomo Antonelli, włoski kardynał (zm. 1876)
  - Friedrich Halm, austriacki pisarz (zm. 1871)
- 1817 – Teodulo Mabellini, włoski kompozytor (zm. 1897)
- 1818 – Kalikst Witkowski, rosyjski generał, prezydent Warszawy (zm. 1877)
- 1827:
  - William Holman Hunt, brytyjski malarz (zm. 1910)
  - Dionýz Štúr, słowacki geolog, paleontolog (zm. 1893)
- 1834 – Juan León y Castillo, hiszpański inżynier, polityk (zm. 1912)
- 1838 – Léon Gambetta, francuski polityk, premier Francji (zm. 1882)
- 1840:
  - Andrzej Samulowski, polski poeta ludowy, działacz oświatowy i społeczny, nauczyciel (zm. 1928)
  - Émile Zola, francuski pisarz, dziennikarz, krytyk sztuki (zm. 1902)
- 1841 – Clément Ader, francuski pionier lotnictwa (zm. 1925)
- 1842 – Dominik Savio, włoski chłopiec, święty (zm. 1857)
- 1843 – Zygmunt Radzimiński, polski archeolog, historyk, heraldyk, genealog (zm. 1928)

- Hermann Dunger, niemiecki historyk, filolog, purysta językowy (zm. 1912)

- 1844 – Ludwig Hirt, niemiecki neurolog (zm. 1907)
- 1848 – Władimir Puchalski, ukraiński pianista, kompozytor, dyrygent, pedagog pochodzenia polskiego (zm. 1933)
- 1851:
  - Ryszard Teodor Biehler, polski dermatolog, leprolog (zm. 1934)
  - Adolf Brodski, rosyjski skrzypek, pedagog pochodzenia żydowskiego (zm. 1929)
- 1853 – Léon Duplessis, francuski prawnik, dyplomata, poeta, dramaturg (zm. 1912)
- 1854 – Andrew Price, amerykański plantator, prawnik, polityk (zm. 1909)
- 1858 – Alfons Szczerbiński, polski kompozytor (zm. 1895)
- 1859 – Anatole Le Braz, francuski prozaik, poeta (zm. 1926)
- 1861 – Chung Ling Soo, amerykański iluzjonista (zm. 1918)
- 1862:
  - Nicholas Murray Butler, amerykański filozof, publicysta, dyplomata, laureat Pokojowej Nagrody Nobla (zm. 1947)
  - William Bauchop Wilson, amerykański polityk, sekretarz pracy (zm. 1934)
- 1863:
  - William Adamson, brytyjski polityk (zm. 1936)
  - Mabel Cahill, irlandzka tenisistka (zm. 1905 lub 06)
- 1866 – Franciszek Hodur, polski duchowny, poeta, publicysta, organizator i biskup Polskiego Narodowego Kościoła Katolickiego w USA (zm. 1953)
- 1867 – Eugen Sandow, niemiecki siłacz (zm. 1925)
- 1871 – Józef (Oriechow), rosyjski biskup prawosławny (zm. 1961)
- 1875 – Walter Chrysler, amerykański pionier automobilizmu (zm. 1940)
- 1877 – Kazimierz Brokl, polski historyk sztuki, muzeolog (zm. 1939)
- 1878 – Antun Dobronić, chorwacki kompozytor (zm. 1955)
- 1882 – Maurus Witzel, niemiecki franciszkanin, biblista katolicki, sumerolog, językoznawca (zm. 1968)
- 1883 – Włodzimierz Szembek, polski duchowny katolicki, męczennik, Sługa Boży (zm. 1942)
- 1884 – Dolf Kessler, holenderski piłkarz (zm. 1942)
- 1885:
  - Herman Sörgel, niemiecki architekt (zm. 1952)
  - Jekatierina Swanidze, Gruzinka, pierwsza żona Józefa Stalina (zm. 1907)
- 1887 – Stanisław Orlewicz, polski pułkownik lekarz (zm. 1940)
- 1889 – Bolesław Rodkiewicz, polski oficer (zm. 1940)
- 1890:
  - James Kem, amerykański polityk, senator (zm. 1965)
  - Hideyoshi Obata, japoński generał (zm. 1944)
- 1891:
  - Max Ernst, niemiecki malarz, rzeźbiarz, grafik, pisarz (zm. 1976)
  - Stanisław Lam, polski publicysta, krytyk i historyk literatury (zm. 1965)
- 1894 – Walter Mittelholzer, szwajcarski pionier lotnictwa, fotograf, podróżnik, pisarz (zm. 1937)
- 1896 – Henryk Świątkowski, polski prawnik, polityk, poseł na Sejm PRL, minister sprawiedliwości (zm. 1970)
- 1897:
  - Franciszek Bednarski, polski oficer (zm. 1940)
  - Stanisław Nędza-Kubiniec, polski pisarz (zm. 1976)
- 1898 – Aleksander Romeyko, polski generał brygady (zm. 1965)
- 1899 – Dobiesław Damięcki, polski aktor, prezes ZASP (zm. 1951)
- 1900:
  - Roberto Arlt, argentyński pisarz, dziennikarz (zm. 1942)
  - Zbigniew Niziński, polski piłkarz, trener i sędzia piłkarski (zm. 1975)
  - Józef Sieradzki, polski historyk (zm. 1960)
  - Milivoje Živanović, serbski aktor (zm. 1976)
- 1901:
  - Patrick Buchan-Hepburn, brytyjski arystokrata, polityk (zm. 1974)
  - Jerzy Probosz, polski prozaik, poeta (zm. 1942)
- 1902:
  - Ryszard Piestrzyński, polski dziennikarz, polityk, poseł na Sejm RP (zm. 1962)
  - Jan Tschichold, niemiecki typograf, twórca krojów pisma, nauczyciel, pisarz (zm. 1974)
- 1903 – Iwan Kononow, radziecki major (zm. 1957)
- 1904 – Helena Szwejkowska, polska polonistka, nauczycielka, bibliotekarka, bibliotekoznawca, bibliolog (zm. 1987)
- 1905:
  - Eugeniusz Latacz, polski piłkarz, bramkarz, historyk, bibliotekarz (zm. 1943)
  - Serge Lifar, francuski tancerz, choreograf pochodzenia rosyjskiego (zm. 1986)
- 1907:
  - Harald Andersson, szwedzki lekkoatleta, dyskobol (zm. 1985)
  - Dmytro Danyłyszyn, ukraiński działacz nacjonalistyczny, zamachowiec (zm. 1932)
  - Konrad Dyba, polski architekt (zm. 1991)
  - Peter Jørgensen, duński bokser (zm. 1992)
  - Krystyna Kowalska-Krysińska, polska malarka, pedagog (zm. 1991)
- 1908:
  - Buddy Ebsen, amerykański aktor, tancerz (zm. 2003)
  - Józef Słotwiński, polski reżyser i krytyk teatralny, dramaturg, tłumacz, dziennikarz, pedagog (zm. 2005)
- 1909 – Manuel Olivares, hiszpański piłkarz, trener (zm. 1976)
- 1910:
  - Carlo Carretto, włoski eremita, pisarz (zm. 1988)
  - Walter Prager, szwajcarski narciarz klasyczny i alpejski (zm. 1984)
  - Chico Xavier, brazylijski spirytysta, medium, autor książek zapisanych pismem automatycznym (zm. 2002)
- 1911:
  - Józefa Wnukowa, polska malarka, tkaczka, pedagog (zm. 2000)
  - Zygmunt Zintel, polski aktor, pedagog (zm. 1990)
- 1912 – Leonid Galczenko, radziecki pułkownik pilot, as myśliwski (zm. 1986)
- 1913:
  - Ignacy Blum, polski generał brygady (zm. 1994)
  - Benny Lynch, szkocki bokser (zm. 1946)
  - Włodzimierz Szewczuk, polski psycholog, wykładowca akademicki (zm. 2002)
- 1914:
  - Zygmunt Charzyński, polski matematyk, wykładowca akademicki (zm. 2001)
  - Alec Guinness, brytyjski aktor (zm. 2000)
  - Władysław Gurgacz, polski jezuita, uczestnik podziemia antykomunistycznego, kapelan Polskiej Podziemnej Armii Niepodległościowej (zm. 1949)
  - Stefan Jasieński, polski podporucznik, żołnierz AK, cichociemny (zm. 1945)
  - Carlos Tovar, peruwiański piłkarz (zm. 2006)
- 1915:
  - Kazimierz Gawęcki, polski chemik rolny, zoolog (zm. 2003)
  - Stanisław Jasiewicz, polski archeolog, muzeolog, konserwator zabytków, rzeźbiarz (zm. 2007)
  - Zygmunt Kostarczyk, polski polityk, poseł na Sejm PRL (zm. 1997)
  - Jean Sauvagnargues, francuski polityk, dyplomata (zm. 2002)
- 1916:
  - Cezaria Iljin-Szymańska, polska architekt, działaczka podziemia, uczestniczka powstania warszawskiego (zm. 2007)
  - Menachem Porusz, izraelski rabin, polityk (zm. 2010)
- 1917:
  - Tadeusz Ginko, polski chirurg (zm. 1984)
  - Dabbs Greer, amerykański aktor (zm. 2007)
- 1918 – Jean Kerebel, francuski lekkoatleta, sprinter (zm. 2010)
- 1919:
  - Delfo Cabrera, argentyński lekkoatleta, maratończyk (zm. 1981)
  - Maxwell Reed, irlandzki aktor (zm. 1974)
- 1920:
  - Jerzy Olszowski, polski tenisista, działacz sportowy (zm. 2000)
  - Jack Webb, amerykański aktor, reżyser filmowy (zm. 1982)
- 1921:
  - Andrzej Malinowski, polski harcmistrz, podporucznik AK (zm. 1944)
  - Hans Heinrich von Thyssen-Bornemisza, niemiecki przemysłowiec, kolekcjoner dzieł sztuki (zm. 2002)
- 1922:
  - Olle Laessker, szwedzki lekkoatleta, sprinter i skoczek w dal (zm. 1992)
  - Dino Monduzzi, włoski kardynał (zm. 2006)
  - Albin Ossowski, polski aktor, przedsiębiorca, działacz polonijny (zm. 2018)
- 1923 – Adãozinho, brazylijski piłkarz (zm. 1991)
- 1924:
  - Julia Buniowska, polska męczennica, Służebnica Boża (zm. 1944)
  - Lauris Edmond, nowozelandzka pisarka, poetka (zm. 2000)
  - Taisto Kangasniemi, fiński zapaśnik (zm. 1997)
  - Julian Paździor, polski generał brygady pilot (zm. 1982)
- 1925:
  - Thaddeus Shubsda, amerykański duchowny katolicki, biskup Monterey w Kalifornii pochodzenia polskiego (zm. 1991)
  - Walerian Wróbel, polski robotnik przymusowy (zm. 1942)
- 1926 – Jack Brabham, australijski kierowca wyścigowy (zm. 2014)
- 1927:
  - Carmen Basilio, amerykański bokser (zm. 2012)
  - Rita Gam, amerykańska aktorka (zm. 2016)
  - Jerzy Katlewicz, polski dyrygent, pedagog (zm. 2015)
  - Rembert Weakland, amerykański duchowny katolicki, arcybiskup Milwaukee (zm. 2022)
- 1928:
  - Joseph Bernardin, amerykański duchowny katolicki pochodzenia włoskiego, biskup pomocniczy Atlanty, arcybiskup Cincinnati i Chicago, kardynał (zm. 1996)
  - Serge Gainsbourg, francuski kompozytor, piosenkarz, aktor, scenarzysta i reżyser filmowy (zm. 1991)
  - Gino Munaron, włoski kierowca wyścigowy (zm. 2009)
  - Franciszek Sobieski, polski inżynier, senator RP (zm. 2020)
- 1929:
  - Frans Andriessen, holenderski prawnik, polityk, minister finansów (zm. 2019)
  - Hans Koschnick, niemiecki polityk (zm. 2016)
- 1930:
  - Jelizawieta Jermołajewa, białoruska lekkoatletka, biegaczka średniodystansowa
  - Roddy Maude-Roxby, brytyjski aktor, komik
  - Zdzisław Pucek, polski zoolog, teriolog (zm. 2007)
  - Yoshinori Shigematsu, japoński piłkarz (zm. 2018)
- 1931:
  - István Hevesi, węgierski piłkarz wodny (zm. 2018)
  - Władimir Kuzniecow, rosyjski lekkoatleta, oszczepnik (zm. 1986)
  - Teodor Nietupski, polski ekonomista rolnictwa (zm. 2018)
- 1932:
  - Joanna Chmielewska, polska pisarka (zm. 2013)
  - Edward Egan, amerykański duchowny katolicki, arcybiskup Nowego Jorku, kardynał (zm. 2015)
  - Siegfried Rauch, niemiecki aktor (zm. 2018)
- 1933:
  - Adam Bilikiewicz, polski psychiatra, wykładowca akademicki (zm. 2007)
  - György Konrád, węgierski pisarz (zm. 2019)
- 1934:
  - Paul Cohen, amerykański matematyk (zm. 2007)
  - Umberto Orsini, włoski aktor
  - Margarita Xhepa, albańska aktorka (zm. 2025)
- 1935:
  - Marek Nowakowski, polski pisarz, publicysta, scenarzysta filmowy, aktor (zm. 2014)
  - Ivo Trumbić, chorwacki piłkarz wodny (zm. 2021)
  - Zdzisław Wspaniały, polski piłkarz, trener (zm. 1998)
- 1936:
  - Abdelhamid Brahimi, algierski polityk, premier Algierii (zm. 2021)
  - Aurelio Galfetti, szwajcarski architekt (zm. 2021)
  - Elżbieta Sommer, polska dziennikarka telewizyjna, prezenterka pogody (zm. 2023)
- 1937:
  - Paul E. Kanjorski, amerykański polityk pochodzenia polskiego
  - Krystyna Sikora, polska dziennikarka radiowa
  - Kazimierz Szabelski, polski inżynier, profesor nauk technicznych (zm. 2024)
- 1939:
  - Marvin Gaye, amerykański piosenkarz (zm. 1984)
  - Pertti Paasio, fiński polityk, wicepremier, minister spraw zagranicznych, eurodeputowany (zm. 2020)
  - Bronisław Zeman, polski reżyser filmów animowanych
- 1940:
  - Mike Hailwood, brytyjski motocyklista i kierowca wyścigowy (zm. 1981)
  - Jerzy Jogałła, polski aktor (zm. 2018)
- 1941:
  - Jana Andresíková, czeska aktorka (zm. 2020)
  - Andrzej Barański, polski reżyser i scenarzysta filmowy
  - Ferenc Glatz, węgierski historyk, polityk
  - Ludwika Wujec, polska fizyk, działaczka opozycji antykomunistycznej, działaczka samorządowa i polityczna (zm. 2024)
- 1942:
  - Gabriela Adameșteanu, rumuńska pisarka
  - Jolanta Bohdal, polska aktorka
  - Pasquale Fabbri, włoski kolarz szosowy
  - Ursula Isbel, niemiecka pisarka
  - Mirosław Pawlak, polski nauczyciel, polityk, poseł na Sejm RP
- 1943:
  - Michael Boyce, brytyjski komandor, polityk (zm. 2022)
  - Larry Coryell, amerykański gitarzysta jazzowy (zm. 2017)
  - Cornel Pavlovici, rumuński piłkarz (zm. 2013)
  - Antonio Sabàto, włoski aktor (zm. 2021)
- 1944:
  - Lech Nowak, polski inżynier ochrony środowiska, wykładowca akademicki (zm. 2013)
  - František Pospíšil, czeski hokeista, trener
  - Wanda Romaniuk, polska okulistka
- 1945:
  - Linda Hunt, amerykańska aktorka
  - Csaba Gy. Kiss, węgierski literaturoznawca, historyk kultury (zm. 2025)
  - Antoni Komorowski, polski kontradmirał, historyk
  - Irena Matuszkiewicz, polska pisarka, dziennikarka (zm. 2025)
  - Don Sutton, amerykański baseballista (zm. 2021)
  - Richard Taruskin, amerykański muzykolog, krytyk muzyczny (zm. 2022)
- 1946:
  - Barbara de Ankerburg-Wagner, polska prawnik, sędzia Sądu Najwyższego
  - Jan Kuruc, polski samorządowiec, twórca ludowy (zm. 2016)
  - Sue Townsend, brytyjska pisarka (zm. 2014)
- 1947:
  - Ingvar Carlsson, szwedzki kierowca rajdowy (zm. 2009)
  - Grażyna Chodorek, polska lekkoatletka, sprinterka
  - Andrzej Gramsz, polski ekonomista, wydawca, autor przewodników turystycznych, dziennikarz, działacz społeczny (zm. 2011)
  - Emmylou Harris, amerykańska piosenkarka country
  - William Moore, brytyjski kolarz torowy i szosowy
  - Leonard Neuger, polski slawista, tłumacz, historyk literatury (zm. 2021)
  - Jan Rudnow, polski piłkarz, trener
- 1948:
  - Pasqualino Abeti, włoski lekkoatleta, sprinter (zm. 2024)
  - Joseph Fargis, niemiecki jeździec sportowy
  - Gabriel Kicsid, rumuński piłkarz ręczny pochodzenia węgierskiego
  - Piotr Krukowski, polski aktor
  - Zbigniew Kwaśniewski, polski piłkarz (zm. 2017)
  - Jim McDaniels, amerykański koszykarz (zm. 2017)
  - Anna Sobecka, polska dziennikarka, publicystka, tłumaczka
  - Joan D. Vinge, amerykańska pisarka science fiction
- 1949:
  - Wiktor Legowicz, polski dziennikarz
  - Alec Năstac, rumuński bokser
  - Stojan Nikołow, bułgarski zapaśnik
  - Ron Palillo, amerykański aktor (zm. 2012)
  - Borys Płotnikow, rosyjski aktor (zm. 2020)
  - Horst Schönau, niemiecki bobsleista
  - Alaksandr Raszczynski, białoruski kompozytor, badacz folkloru
- 1950:
  - Wojciech Kawecki, polski satyryk, artysta kabaretowy (zm. 2018)
  - Pierre Lechantre, francuski piłkarz, trener
  - Marek Lejk, polski lekarz, samorządowiec, urzędnik państwowy
  - Camille Lembi Zaneli, kongijski duchowny katolicki, biskup Isangi (zm. 2011)
  - Oliver Wood, brytyjski operator filmowy
- 1951:
  - Jerzy Ceranowski, polski inżynier, samorządowiec, polityk, prezydent Kutna, wicewojewoda płocki
  - Ayako Okamoto, japońska golfistka
  - Stanisław Sobczyński, polski piłkarz
  - Wojciech Świątkiewicz, polski socjolog, wykładowca akademicki
- 1952:
  - Thomas Bscher, niemiecki bankier, kierowca wyścigowy
  - František Došek, czeski kierowca rajdowy i wyścigowy
  - Lennart Fagerlund, szwedzki kolarz szosowy
  - Will Hoy, brytyjski kierowca wyścigowy (zm. 2002)
  - Kazimierz Jaklewicz, polski generał brygady
  - Marek W. Kozłowski, polski entomolog, wykładowca akademicki
  - Janusz Lalka, polski generał dywizji
  - Kurt Scheller, szwajcarski szef kuchni, krytyk kulinarny
  - Leon Wilkeson, amerykański basista, członek zespołu Lynyrd Skynyrd (zm. 2001)
- 1953:
  - Anna Janina Dąbrowska, polska profesor nauk filologicznych
  - Robert Finn, amerykański duchowny katolicki, biskup Kansas City-Saint Joseph
  - Krzysztof Krauze, polski operator, reżyser i scenarzysta filmowy, autor filmów dokumentalnych (zm. 2014)
- 1954:
  - Gregory Abbott, amerykański piosenkarz, muzyk
  - Jerzy Dobrzyński, polski kompozytor, multiinstrumentalista
  - Susumu Hirasawa, japoński kompozytor, muzyk, producent muzyczny
  - Yūji Kishioku, japoński piłkarz
  - Dragomir Okuka, serbski piłkarz, trener
  - Donald Petrie, amerykański reżyser filmowy
- 1955:
  - Salvatore Maccali, włoski kolarz szosowy
  - Halina Murias, polska polityk, poseł na Sejm RP
  - Chellie Pingree, amerykańska polityk, kongreswoman
- 1956:
  - Marc Caro, francuski reżyser i scenarzysta filmowy
  - José Francisco Rezende Dias, brazylijski duchowny katolicki, arcybiskup Niterói
  - Shigemitsu Sudō, japoński piłkarz
  - Steve Sumner, nowozelandzki piłkarz (zm. 2017)
- 1957:
  - Pascal Delannoy, francuski duchowny katolicki, biskup Saint-Denis
  - Barbara Jordan, amerykańska tenisistka
  - Erwin Resch, austriacki narciarz alpejski
- 1958:
  - Emir Dizdarević, bośniacki szachista
  - Larry Drew, amerykański koszykarz, trener
  - Włodzimierz (Nowikow), rosyjski biskup prawosławny
  - Olaf Prenzler, niemiecki lekkoatleta, sprinter
  - Song Young-chang, południowokoreański aktor
- 1959:
  - Gelindo Bordin, włoski lekkoatleta, maratończyk
  - Badou Ezzaki, marokański piłkarz, bramkarz, trener
  - David Frankel, amerykański aktor, scenarzysta, reżyser i producent filmowy
  - Alberto Fernández, argentyński prawnik, polityk, prezydent Argentyny
  - Brian Goodell, amerykański pływak
  - Juha Kankkunen, fiński kierowca rajdowy
  - John Lauridsen, duński piłkarz
- 1960:
  - Linford Christie, brytyjski lekkoatleta, sprinter pochodzenia jamajskiego
  - Peter Ekroth, szwedzki hokeista, trener
  - Matthias Jacob, niemiecki biathlonista
- 1961:
  - Kevin Bernhardt, amerykański aktor, scenarzysta i producent filmowy
  - Ulf Carlsson, szwedzki tenisista stołowy
  - Emmanuel Issoze-Ngondet, gaboński polityk, premier Gabonu (zm. 2020)
  - Robert Kościelny, polski inżynier, menedżer, polityk, poseł na Sejm RP (zm. 2024)
  - Christopher Meloni, amerykański aktor
  - Keren Woodward, brytyjska piosenkarka
  - Tomasz Żak, polski samorządowiec, burmistrz Andrychowa
- 1962:
  - Clark Gregg, amerykański aktor, scenarzysta i reżyser filmowy
  - Beata Klimek, polska działaczka samorządowa, prezydent Ostrowa Wielkopolskiego
  - Ewa Kucińska, polska skoczkini do wody
  - Warcisław Kunc, polski dyrygent
  - Tomasz Michałowski, polski operator filmowy
- 1963:
  - Fabrizio Barbazza, włoski kierowca wyścigowy
  - Mike Gascoyne, brytyjski dyrektor techniczny i konstruktor samochodów Formuły 1
- 1964:
  - Gintaras Balčiūnas, litewski prawnik, adwokat, polityk
  - Dawit Gamkrelidze, gruziński polityk
  - Rafet Husović, czarnogórski nauczyciel, polityk, minister, wicepremier (zm. 2021)
  - Aldona Jankowska, polska aktorka
  - Goran Karan, chorwacki piosenkarz
  - Pirkko Mattila, fińska pielęgniarka, polityk
  - Gregory Parkes, amerykański duchowny katolicki, biskup Saint Petersburga
  - Jonathon Sharkey, amerykański muzyk, bokser, zapaśnik, polityk, satanista
- 1965:
  - Wilfred Anagbe, nigeryjski duchowny katolicki, biskup Makurdi
  - Martin van der Horst, holenderski siatkarz
  - Rodney King, amerykański taksówkarz, ofiara przemocy policyjnej (zm. 2012)
  - Serge Quisquater, belgijski piosenkarz, prezenter telewizyjny
  - Krzysztof Skowroński, polski dziennikarz, publicysta
- 1966:
  - Andrej Kawalou, białoruski hokeista, trener
  - Teddy Sheringham, angielski piłkarz
- 1967:
  - Grzegorz Białuński, polski historyk (zm. 2018)
  - Greg Camp, amerykański gitarzysta, wokalista, autor tekstów, członek zespołu Smash Mouth
  - Jerzy Kołodziejczak, polski koszykarz
  - Rainer Widmayer, niemiecki piłkarz, trener
- 1968:
  - Carlos Batres, gwatemalski sędzia piłkarski
  - Alfredo Duvergel, kubański bokser
  - Manuela Hărăbor, rumuńska aktorka
  - Luljeta Lleshanaku, albańska poetka, dziennikarka
- 1969:
  - Andrzej Borowski, polski malarz
  - Ajay Devgan, indyjski aktor
  - Hendrik Herzog, niemiecki piłkarz
  - Isaiah Morris, amerykański koszykarz
- 1970:
  - Dag Bjørndalen, norweski biathlonista
  - Grzegorz Masternak, polski szachista, sędzia szachowy
  - Antonio Mohamed, argentyński piłkarz pochodzenia arabskiego
  - Piotr Pośpiech, polski samorządowiec, wicewojewoda opolski
  - Anette Tønsberg, norweska łyżwiarka szybka
- 1971:
  - Francisco Arce, paragwajski piłkarz
  - Edmundo, brazylijski piłkarz
  - David García Ilundáin, hiszpański szachista (zm. 2002)
  - Roman Młodkowski, polski dziennikarz, menadżer, konsultant
  - Bruno Reuteler, szwajcarski skoczek narciarski
  - Todd Woodbridge, australijski tenisista
- 1972:
  - Ejal Berkowic, izraelski piłkarz
  - Krzysztof Beśka, polski pisarz
  - Calvin Davis, amerykański lekkoatleta, sprinter, płotkarz (zm. 2023)
  - Agata Kornhauser-Duda, polska germanistka, nauczycielka, pierwsza dama
  - Agnieszka Wróblewska, polska aktorka, prezenterka telewizyjna
- 1973:
  - Monica Iagăr, rumuńska lekkoatletka, skoczkini wzwyż
  - Åse Idland, norweska biathlonistka
  - Stéphane Metzger, francuski aktor
  - Ashraf Saber, włoski lekkoatleta, sprinter i płotkarz pochodzenia egipskiego
  - Roselyn Sánchez, portorykańska aktorka, modelka
  - Germán Villa, meksykański piłkarz
- 1974:
  - Egil á Bø, farerski piłkarz
  - Tayfun Korkut, turecki piłkarz, trener
  - Giejdar Mamiedalijew, rosyjski zapaśnik pochodzenia azerskiego
  - Sylwia Restecka, polska rysowniczka, malarka, twórczyni komiksów i filmów animowanych
- 1975:
  - Nate Huffman, amerykański koszykarz (zm. 2015)
  - Randy Livingston, amerykański koszykarz, trener
  - Pedro Pascal, chilijski aktor
  - Zuzanna Radecka, polska lekkoatletka, sprinterka
  - Shawn Rhoden, jamajski kulturysta (zm. 2021)
  - Adam Rodríguez, amerykański aktor pochodzenia portorykańsko-kubańskiego
  - Katrin Rutschow-Stomporowski, niemiecka wioślarka
  - Maciej Warda, polski muzyk, członek zespołu Farba
- 1976:
  - Kristine Andersen, duńska piłkarka ręczna
  - Cho Jin-woong, południowokoreański aktor
  - Serhij Czerniawski, ukraiński kolarz torowy
  - Igor Ǵuzełow, macedoński piłkarz
  - Samu Haber, fiński wokalista, gitarzysta, autor tekstów, członek zespołu Sunrise Avenue
  - Christophe Jaquet, szwajcarski piłkarz
  - André Lourenço e Silva, portugalski inżynier, polityk
  - Zbigniew Szydłowski, polski hokeista, bramkarz, trener
  - Raluca Turcan, rumuńska ekonomistka, polityk
- 1977:
  - Per Elofsson, szwedzki biegacz narciarski
  - Michael Fassbender, niemiecko-irlandzki aktor
  - Sascha Gerstner, niemiecki gitarzysta, członek zespołu Helloween
  - Annett Louisan, niemiecka piosenkarka
  - Nicki Pedersen, duński żużlowiec
  - Hanno Pevkur, estoński prawnik, samorządowiec, polityk
  - Marc Raquil, francuski lekkoatleta, sprinter
  - Justyna Skrzydło, polska anglistka, urzędniczka państwowa
  - Roger Suárez, boliwijski piłkarz
- 1978:
  - Anna Głogowska, polska tancerka, prezenterka telewizyjna
  - Łukasz Kubik, polski piłkarz, trener
  - Scott Lynch, amerykański pisarz fantasy
  - Griselda Siciliani, argentyńska aktorka
  - Jarosław Szmidt, polski operator filmowy
- 1979:
  - Jesse Carmichael, amerykański klawiszowiec, członek zespołu Maroon 5
  - Cho Yoon-jeong, południowokoreańska tenisistka
  - Grafite, brazylijski piłkarz
- 1980:
  - Joan Franka, holenderska wokalistka, gitarzystka
  - Sandra Hansson, szwedzka biegaczka narciarska
  - Michael Mörz, austriacki piłkarz
  - Carlos Salcido, meksykański piłkarz
  - Catriona Sens-Oliver, australijska wioślarka
  - Péter Somfai, węgierski szpadzista
  - Kamil Sulima, polski koszykarz
  - Miloš Tomić, serbski wioślarz
- 1981:
  - Hicham Aboucherouane, marokański piłkarz
  - Michael Clarke, australijski krykiecista
  - Linnéa Engström, szwedzka polityk, eurodeputowana
  - Coen Janssen, holenderski muzyk, kompozytor, członek zespołu Epica
  - René Klingbeil, niemiecki piłkarz
  - Bethany Joy Lenz, amerykańska aktorka, piosenkarka
  - Shahrulnizam Mustapa, malezyjski piłkarz
  - Ida Zalewska, polska wokalistka jazzowa, autorka tekstów
- 1982:
  - Marco Amelia, włoski piłkarz, bramkarz
  - Jeremy Bloom, amerykański narciarz dowolny
  - Paul Drewes, holenderski wioślarz
  - David Ferrer, hiszpański tenisista
- 1983:
  - Arthur Boka, iworyjski piłkarz
  - Paul Capdeville, chilijski tenisista
  - Laura Carmine, amerykańska aktorka
  - Katarzyna Duran, polska piłkarka ręczna
  - Ana Lelas, chorwacka koszykarka
  - Maksym Mazuryk, ukraiński lekkoatleta, tyczkarz
  - Milan Stepanov, serbski piłkarz
  - Yung Joc, amerykański raper
- 1984:
  - Nóra Barta, węgierska skoczkini do wody
  - Tiffany Brouwer, amerykańska aktorka
  - Saulius Klevinskas, litewski piłkarz, bramkarz
  - Anna Makarowa, rosyjska siatkarka
  - Jérémy Morel, francuski piłkarz
  - Shawn Roberts, kanadyjski aktor
- 1985:
  - Cédric Berrest, francuski wioślarz
  - José María Cárdenas, meksykański piłkarz
  - Dan Collette, luksemburski piłkarz
  - Wilnelia González, portorykańska siatkarka
  - Zbigniew Kwiatkowski, polski piłkarz ręczny
  - Stéphane Lambiel, szwajcarski łyżwiarz figurowy
  - Quinta Steenbergen, holenderska siatkarka
- 1986:
  - Ibrahim Afellay, holenderski piłkarz pochodzenia marokańskiego
  - Andris Biedriņš, łotewski koszykarz
  - Sandy Gumulya, indonezyjska tenisistka
  - Erica Jarder, szwedzka lekkoatletka, skoczkini w dal
  - Erlana Larkins, amerykańska koszykarka
  - Jekatierina Osiczkina, rosyjska siatkarka
  - Sławomir Sikora, polski koszykarz
- 1987:
  - Pablo Aguilar, paragwajski piłkarz
  - Martin Hollstein, niemiecki kajakarz
  - Waldemar Kaczmarek, polski siatkarz
  - Kim Kintziger, luksemburski piłkarz
  - Kamil Krieger, polski piłkarz ręczny
  - Molly Smitten-Downes, brytyjska piosenkarka, autorka tekstów, kompozytorka
- 1988:
  - Małgorzata Białecka, polska windsurferka
  - Livvi Franc, brytyjska piosenkarka pochodzenia barbadoskiego
  - Eren Güngör, turecki piłkarz
  - Jesse Plemons, amerykański aktor
- 1989:
  - Jérémie Azou, francuski wioślarz
  - Sonja Gerhardt, niemiecka aktorka
  - Lim Eun-ji, południowokoreańska lekkoatletka, tyczkarka
- 1990:
  - Ivanie Blondin, kanadyjska łyżwiarka szybka
  - Jewgienija Kanajewa, rosyjska gimnastyczka artystyczna
  - Miralem Pjanić, bośniacki piłkarz
- 1991:
  - Asłanbiek Ałborow, azerski zapaśnik pochodzenia osetyjskiego
  - Yimmi Chará, kolumbijski piłkarz
  - Quavo, amerykański raper, piosenkarz, autor tekstów, producent muzyczny
  - Milan Rodić, serbski piłkarz
  - Jolanta Siwińska, polska piłkarka
  - Tang Deshang, chiński sztangista
  - Richard Windbichler, austriacki piłkarz
  - Saša Živec, słoweński piłkarz
- 1992:
  - Kiriłł Grigorjan, rosyjski strzelec sportowy pochodzenia ormiańskiego
  - Stephan Hicks, amerykański koszykarz
  - Getaneh Kebede, etiopski piłkarz
- 1993:
  - Jaír Cuero Muñoz, kolumbijski zapaśnik
  - Keshorn Walcott, trynidadzko-tobagijski lekkoatleta, oszczepnik
  - Bruno Zuculini, argentyński piłkarz
- 1994:
  - Stanisław Biela, polski skoczek narciarski, kombinator norweski
  - Alicia Ogoms, kanadyjska siatkarka
  - Pascal Siakam, kameruński koszykarz
  - Joanna Szarawaga, polska piłkarka ręczna
- 1995:
  - Antti Aalto, fiński skoczek narciarski
  - Jakub Arak, polski piłkarz
  - Vladislavs Gutkovskis, łotewski piłkarz
  - Tetiana Melnyk, ukraińska lekkoatletka, sprinterka i płotkarka
  - Zack Steffen, amerykański piłkarz, bramkarz
  - Maciej Urbańczyk, polski piłkarz
- 1996:
  - Jostein Gundersen, norweski piłkarz
  - André Onana, kameruński piłkarz, bramkarz
  - Nina Ortlieb, austriacka narciarka alpejska
  - Martin Rump, estoński kierowca wyścigowy
- 1997:
  - Mateusz Borkowski, polski lekkoatleta, średniodystansowiec
  - Bjorg Lambrecht, belgijski kolarz szosowy (zm. 2019)
  - Abdelhak Nouri, holenderski piłkarz pochodzenia marokańskiego
  - Giulio Pinali, włoski siatkarz
  - Matija Špoljarić, cypryjski piłkarz pochodzenia serbskiego
  - Luke Winters, amerykański narciarz alpejski
  - Jędrzej Zieniewicz, polski piłkarz ręczny
- 1998:
  - César Blackman, panamski piłkarz
  - Mayu Hotta, japońska aktorka, modelka
  - Philipp Köhn, szwajcarski piłkarz, bramkarz pochodzenia niemieckiego
  - Jakub Książek, polski pływak
  - Brandon McNulty, amerykański kolarz szosowy
  - Baktijar Zajnutdinow, kazachski piłkarz
- 1999:
  - Hsu Yu-hsiou, tajwański tenisista
  - Marek Kania, polski łyżwiarz szybki
  - Emil Ruusuvuori, fiński tenisista
- 2000:
  - Feroz Baharudin, malezyjski piłkarz
  - Simone Deromedis, włoski narciarz dowolny
  - Biniam Ghirmay, erytrejski kolarz szosowy
  - Ilir Krasniqi, kosowski piłkarz
  - Seth Lundy, amerykański koszykarz
  - Rodrigo Riquelme, hiszpański piłkarz
  - Birk Ruud, norweski narciarz dowolny
  - Josip Stanišić, chorwacki piłkarz
- 2001:
  - Ulysses Llanez, amerykański piłkarz pochodzenia meksykańskiego
  - Takeru Otsuka, japoński snowboardzista
- 2002:
  - Aleksandra Błażowska, polska skoczkini do wody
  - Janne Läspä, fiński lekkoatleta, oszczepnik
  - Emma Myers, amerykańska aktorka
  - Son Sang-yeon, południowokoreański aktor
- 2003:
  - Alek Álvarez, meksykański piłkarz
  - Keny Bonilla, panamski piłkarz
  - Lucca, brazylijski piłkarz
  - Telasco Segovia, wenezuelski piłkarz
- 2004:
  - Ender Echenique, wenezuelski piłkarz
  - Mollie O’Callaghan, australijska pływaczka
  - Diana Sznajder, rosyjska tenisistka
- 2005 – Sofia Costoulas, belgijska tenisistka
- 2007 – Brenda Fruhvirtová, czeska tenisistka

## Zmarli
- 573 – Nicecjusz z Lyonu, biskup Lyonu, święty (ur. 513)
- 1075 – Al-Ka’im, kalif z dynastii Abbasydów (ur. 1001)
- 1081 (lub 1082) – (lub 3 kwietnia) Bolesław II Szczodry (Śmiały), król Polski (ur. ok. 1042)
- 1118 – Baldwin I z Boulogne, hrabia Edessy, król Jerozolimy (ur. ok. 1058)
- 1209 – Elżbieta Mieszkówna, księżniczka wielkopolska, księżna czeska, margrabina dolnołużycka (ur. przed 1154)
- 1272 – Ryszard z Kornwalii, hrabia, antykról niemiecki (ur. 1209)
- 1284 – Werner z Eppsteinu, arcybiskup Moguncji i książę-elektor Rzeszy (ur. ?)
- 1305 – Joanna I, królowa Nawarry (ur. 1273)
- 1335 – Henryk VI Karyncki, król Czech (ur. ok. 1265)
- 1416 – Ferdynand I Sprawiedliwy, król Aragonii (ur. 1380)
- 1502 – Artur Tudor, książę Walii (ur. 1486)
- 1507 – Franciszek z Paoli, włoski zakonnik, święty (ur. 1416)
- 1569 – Marcin Krokier, polski prawnik, profesor i rektor Akademii Krakowskiej (ur. ok. 1505)
- 1573 – Otto Truchsess von Waldburg, niemiecki duchowny katolicki, biskup Augsburga, kardynał (ur. 1514)
- 1582 – Jan Paine, angielski duchowny katolicki, męczennik, święty (ur. 1532)
- 1595 – Pasquale Cicogna, doża Wenecji (ur. 1509)
- 1600 – Jan Kościelecki, polski szlachcic, polityk (ur. ok. 1544)
- 1631 – Nicolò Contarini, doża Wenecji (ur. 1553)
- 1640:
  - Paul Fleming, niemiecki lekarz, pisarz (ur. 1609)
  - Maciej Kazimierz Sarbiewski, polski jezuita, poeta, teoretyk literatury (ur. 1595)
- 1641 – Jerzy, książę Brunszwiku i Hanoweru (ur. 1582)
- 1657 – Ferdynand III Habsburg, cesarz rzymski, król Czech i Węgier (ur. 1608)
- 1658 – Piotr Kazimierz Wiażewicz, polski szlachcic, polityk (ur. ?)
- 1662 – Kasper Drużbicki polski jezuita (ur. 1590)
- 1672:
  - Piotr Calungsod, filipiński katecheta, misjonarz, męczennik, święty (ur. ok. 1654)
  - Dydak Alojzy de San Vitores, hiszpański jezuita, misjonarz, męczennik, błogosławiony (ur. 1627)
- 1682 – Lobsang Gjaco, V Dalajlama (ur. 1617)
- 1709 – Giovanni Battista Gaulli, włoski malarz, freskant, rysownik (ur. 1639)
- 1738 – Carl Siegfried von Hoym, królewsko-polski i elektorsko-saski tajny radca, radca dworu, szambelan, posiadacz ziemski (ur. 1675)
- 1741 – Christoph Hackner, śląski architekt (ur. 1663)
- 1747 – Johann Jakob Dillen, niemiecki botanik (ur. 1684)
- 1777 – Maksym Berezowski, ukraiński kompozytor, dyrygent (ur. 1745)
- 1785 – Gabriel Mably, francuski filozof, polityk (ur. 1709)
- 1787:
  - Francisco Xavier Clavijero, meksykański jezuita, filozof, historyk (ur. 1731)
  - Thomas Gage, brytyjski generał (ur. 1719)
- 1791 – Honoré-Gabriel Riqueti de Mirabeau, francuski pisarz, polityk, rewolucjonista (ur. 1749)
- 1802 – Joachim Otto Zygmunt Kalnassy, polski poeta, tłumacz pochodzenia węgierskiego (ur. 1741)
- 1803 – Hieronymus van Alphen, holenderski poeta, prozaik, polityk (ur. 1746)
- 1814 – Augustyn Karol Lipiński, polski duchowny katolicki, biskup pomocniczy krakowski (ur. przed 1760)
- 1815 – Leopold z Gaiche, włoski franciszkanin, błogosławiony (ur. 1732)
- 1817:
  - Johann Heinrich Jung, niemiecki pisarz, ekonomista (ur. 1740)
  - Józef Lipski, polski ziemianin, generał (ur. 1772)
- 1827 – Ludwig Heinrich Bojanus, niemiecki biolog, lekarz (ur. 1776)
- 1830 – Giulio Maria della Somaglia, włoski kardynał (ur. 1744)
- 1835 – Antoni Wiktor Habsburg, arcyksiążę, wielki mistrz zakonu krzyżackiego, wicekról lombardzko-wenecki (ur. 1779)
- 1838 – Franciszek Sapalski, polski matematyk, wykładowca akademicki (ur. 1791)
- 1839 – Dominik Vũ Đình Tước, wietnamski dominikanin, męczennik, święty (ur. ok. 1775)
- 1841 – Gustav von Rauch, pruski generał, polityk (ur. 1774)
- 1851 – Rama III, król Syjamu (ur. 1787)
- 1856 – Stanisław Kostka Zamoyski, polski hrabia, polityk (ur. 1775)
- 1858:
  - Ralph Darling, brytyjski arystokrata, generał, administrator kolonialny (ur. 1772)
  - James McGrigor, szkocki arystokrata, chirurg wojskowy, botanik, wykładowca akademicki (ur. 1771)
- 1859 – Stefan Zan, polski podporucznik, uczestnik powstania listopadowego, działacz emigracyjny (ur. 1803)
- 1860 – Elżbieta Vendramini, włoska zakonnica, błogosławiona (ur. 1790)
- 1864 – Hildegarda Wittelsbach, księżniczka bawarska, arcyksiężna austriacka, księżniczka cieszyńska (ur. 1825)
- 1865:
  - Richard Cobden, brytyjski ekonomista, polityk (ur. 1804)
  - Ambrose P. Hill, amerykański generał (ur. 1825)
  - Stanisław Krzesimowski, polski działacz konspiracyjny, powstaniec (ur. 1787)
- 1866 – Nadieżda Durowa, rosyjska oficer, pisarka (ur. 1783)
- 1869 – Hermann von Meyer, niemiecki paleontolog (ur. 1801)
- 1872 – Samuel Morse, amerykański wynalazca, malarz marynista, rzeźbiarz (ur. 1791)
- 1875 – Franciszek Coll, hiszpański dominikanin, święty (ur. 1812)
- 1877 – Delfina Potocka, polska arystokratka (ur. 1807)
- 1878 – Cuthbert Ottaway, angielski piłkarz (ur. 1850)
- 1880 – Bronisław Dąbrowski, polski działacz niepodległościowy, uczestnik powstania wielkopolskiego (ur. 1815)
- 1885:
  - Justo Rufino Barrios, gwatemalski generał, polityk, prezydent Gwatemali (ur. 1835)
  - Hugh Cairns, brytyjski arystokrata, prawnik, polityk (ur. 1819)
  - Victor Gélu, francuski poeta, pieśniarz (ur. 1803)
- 1886 – Arie Lejb Jelin, polski rabin (ur. 1820)
- 1891 – Albert Pike, amerykański poeta, dziennikarz, prawnik wojskowy (ur. 1809)
- 1892 – Sadok Barącz, polski dominikanin, historyk, kronikarz pochodzenia ormiańskiego (ur. 1814)
- 1894:
  - Charles-Édouard Brown-Séquard, francuski fizjolog, neurolog (ur. 1817)
  - Paweł Landowski, polski lekarz, uczestnik powstania styczniowego, zesłaniec (ur. 1843)
- 1896 – Theodore Robinson, amerykański malarz (ur. 1852)
- 1900:
  - Gustaf Åkerhielm, szwedzki polityk, premier Szwecji (ur. 1833)
  - Hermann Gleich, niemiecki duchowny katolicki, biskup pomocniczy wrocławski (ur. 1815)
- 1902 – Ethna Carbery, irlandzka poetka, pisarka, dziennikarka (ur. 1866)
- 1903 – Eustachy Stanisław Sanguszko, polski ziemianin, polityk (ur. 1842)
- 1905 – Franciszek Gedel, polski polityk (ur. 1837)
- 1908:
  - Hugo II Henckel von Donnersmarck, śląski magnat, hrabia (ur. 1832)
  - Nikołaj Ekk, rosyjski chirurg (ur. 1849)
- 1911 – Włodzimierz Adam Łoś, polski ziemianin, polityk (ur. 1847)
- 1913 – Wincenty Eliasz, śląski przestępca (ur. 1845)
- 1914 – Paul Heyse, niemiecki pisarz, laureat Nagrody Nobla (ur. 1830)
- 1917 – Wiktor Schmidt, niemiecki duchowny katolicki (ur. 1841)
- 1919:
  - Hermann Helmer, niemiecki architekt (ur. 1849)
  - Edward Liveing, brytyjski lekarz (ur. 1832)
- 1920:
  - Eugen von Daday, rumuńsko-węgierski zoolog, hydrobiolog, wykładowca akademicki (ur. 1855)
  - Henryk Skorupko, polski podchorąży (ur. 1898)
- 1921:
  - Nikołaj Chołodkowski, rosyjski zoolog, wykładowca akademicki, poeta, tłumacz (ur. 1858)
  - Saul Chaim Horowitz, niemiecki rabin, teolog (ur. 1858)
- 1922:
  - Hermann Rorschach, szwajcarski psychiatra, psychoanalityk (ur. 1884)
  - Julien Vidal, francuski duchowny katolicki, misjonarz, biskup, wikariusz apostolski Fidżi i prefekt apostolski Brytyjskich Wysp Salomona (ur. 1846)
- 1923 – Cyryl Danielewski, polski dramaturg, komediopisarz, librecista, aktor (ur. 1864)
- 1924:
  - Maxmilián Pirner, czeski malarz (ur. 1854)
  - Johannes Eugenius Warming, duński botanik, fitogeograf (ur. 1841)
- 1926 – Oskar Kobyliński, polski lekarz, ziemianin, podróżnik (ur. 1856)
- 1928:
  - Wiktor Raczyński, polski generał dywizji (ur. 1864)
  - Theodore William Richards, amerykański chemik, wykładowca akademicki, laureat Nagrody Nobla (ur. 1868)
- 1929 – Kostiantyn Wrotnowski-Sywoszapka, ukraiński pułkownik, emigracyjny działacz społeczny (ur. 1890)
- 1930:
  - Czesław Zajączkowski, polski major piechoty (ur. 1893)
  - Zeuditu, cesarzowa Etiopii (ur. 1876)
- 1931:
  - Jan Siwula, polski starszy wachmistrz, działacz ludowy, polityk, senator RP (ur. 1862)
  - Katharine Tynan, irlandzka poetka, pisarka (ur. 1861)
- 1932 – Jan Peroś, polski architekt (ur. 1867)
- 1934 – Adam Skwarczyński, polski działacz niepodległościowy, polityk, publicysta (ur. 1886)
- 1935:
  - Franciszka Ciemienga, polska charyzmatyczka, mistyczka (ur. 1867)
  - Michał Kozłowski, polski lekarz dermatolog, wenerolog (ur. 1861)
- 1936 – Friedrich Stolz, niemiecki chemik, wynalazca (ur. 1860)
- 1937:
  - Natan Birnbaum, austriacki filozof, dziennikarz, działacz syjonistyczny pochodzenia żydowskiego (ur. 1864)
  - Cécile Tormay, węgierska pisarka (ur. 1875)
- 1938 – Gustaf Munch-Petersen, duński malarz, pisarz (ur. 1912)
- 1939 – Wawrzyniec Teisseyre, polski geolog, kartograf, wykładowca akademicki (ur. 1860)
- 1940:
  - Telesfor Banaszkiewicz, polski piłkarz, lekkoatleta, ekonomista, działacz społeczny, porucznik rezerwy piechoty (ur. 1908)
  - Władysław Bartela, polski kapitan (ur. 1896)
  - Juliusz Dąbrowski, polski prawnik, instruktor harcerski, harcmistrz (ur. 1909)
  - Ryszard Kalpas, polski kapitan saperów (ur. 1906)
  - Marian Kurleto, polski lekkoatleta, działacz sportowy i dziennikarz (ur. 1893)
  - Stefan Napierski, polski pisarz, krytyk literacki, tłumacz pochodzenia żydowskiego (ur. 1899)
  - Siergiej Pastuchow, radziecki dyplomata (ur. 1887)
  - Kazimierz Pieniążek, polski zakonnik, Sługa Boży (ur. 1907)
  - Zbigniew Rawicz-Twaróg, polski kapitan artylerii (ur. 1907)
  - Józef Szyfter, polski kapitan pilot (ur. 1893)
- 1941:
  - Kazimiera Adamska-Rouba, polska malarka, graficzka (ur. 1896)
  - Leon Lachnit, polski nauczyciel, działacz niepodległościowy, społeczny i samorządowy (ur. 1887)
  - Marian Spindler, polski rzeźbiarz (ur. 1890)
- 1942:
  - Édouard Estaunié, francuski pisarz, inżynier (ur. 1862)
  - Wołodymyr Cełewycz, ukraiński adwokat, polityk, poseł na Sejm RP (ur. 1891)
  - Kost Macijewycz, ukraiński inżynier agronom, działacz społeczny, polityk, dyplomata (ur. 1873)
- 1943:
  - Tadeusz Krzyżewicz, polski podharcmistrz, żołnierz AK (ur. 1924)
  - Johann Mohr, niemiecki oficer marynarki wojennej (ur. 1916)
  - Apolinary Tarnawski, polski lekarz (ur. 1851)
- 1944:
  - John Batchelor, brytyjski pastor prezbiteriański, misjonarz, badacz kultury i języka Ajnów (ur. 1854)
  - Darja Djaczenko, radziecka partyzantka (ur. 1924)
  - Bruno Kurowski, niemiecki prawnik, polityk (ur. 1879)
  - Mikuláš Moyzes, słowacki organista, kompozytor, pedagog (ur. 1872)
- 1945 – Vilmos Apor, węgierski duchowny katolicki, biskup Győr, męczennik, błogosławiony (ur. 1892)
- 1948:
  - Sabahattin Ali, turecki prozaik, poeta, dziennikarz, tłumacz (ur. 1907)
  - Zygmunt Zawirski, polski filozof, logik, wykładowca akademicki (ur. 1882)
- 1949 – Carlo Galetti, włoski kolarz szosowy (ur. 1882)
- 1950:
  - Aleksander Budlewski, polski inżynier budowy okrętów (ur. 1876)
  - William John Dakin, australijski zoolog (ur. 1883)
  - Alexandra Pop, rumuńska studentka, uczestniczka antykomunistycznego ruchu oporu (ur. 1927)
  - Stanisław Radziejowski, polski malarz (ur. 1863)
- 1951:
  - Simon Barer, rosyjski pianista pochodzenia żydowskiego (ur. 1896)
  - Michaił Władimirski, radziecki polityk (ur. 1874)
- 1952:
  - Alex Benno, holenderski aktor, reżyser i scenarzysta filmowy (ur. 1873)
  - Antonio Cortis, niemiecki śpiewak operowy (tenor) (ur. 1891)
  - Bernard Lyot, francuski astronom (ur. 1897)
  - Józef Marcinkowski, polski żołnierz AK, założyciel ROAK (ur. 1900)
- 1953:
  - Siegfried Bernfeld, austriacko-amerykański psycholog, psychoanalityk, wykładowca akademicki pochodzenia żydowskiego (ur. 1892)
  - Jean Epstein, francuski reżyser, scenarzysta, teoretyk filmu pochodzenia żydowskiego (ur. 1897)
  - Elmer Livingston MacRae, amerykański malarz, rysownik (ur. 1875)
  - Hugo Sperrle, niemiecki feldmarszałek (ur. 1885)
- 1954:
  - Maud Barger-Wallach, amerykańska tenisistka (ur. 1870)
  - William Heffelfinger, amerykański futbolista pochodzenia szwajcarskiego (ur. 1867)
  - Hoyt Vandenberg, amerykański generał (ur. 1899)
- 1956 – Tan Pingshan, chiński polityk (ur. 1886)
- 1959:
  - Benjamin Christensen, duński reżyser filmowy (ur. 1879)
  - Mikołaj Czarnecki, ukraiński duchowny greckokatolicki, egzarcha Wołynia, Podlasia i Polesia Ukraińskiego, błogosławiony (ur. 1884)
- 1961 – Ber Percowicz, polski rabin (ur. 1873)
- 1962 – Władysław Brodowski, polski lekarz, działacz polityczny (ur. 1883)
- 1963 – Gieorgij Puszkin, radziecki polityk, dyplomata (ur. 1909)
- 1964:
  - Viola Barry, amerykańska aktorka (ur. 1894)
  - Carlos Hevia, kubański polityk, prezydent Kuby (ur. 1900)
- 1965 – Jens Hundseid, norweski polityk, premier Norwegii (ur. 1883)
- 1966:
  - C.S. Forester, brytyjski pisarz (ur. 1899)
  - Ferdynand Kondysar, polski rolnik, nauczyciel, polityk, poseł na Sejm RP (ur. 1893)
- 1967 – Maria Alvarado Cardozo, wenezuelska zakonnica, błogosławiona (ur. 1875)
- 1968 – Jakub Chareuski, białoruski dowódca partyzancki, emigracyjny publicysta i działacz kombatancki (ur. 1900)
- 1969:
  - Zenon Klemensiewicz, polski językoznawca, esperantysta, wykładowca akademicki (ur. 1891)
  - Stanisław Tkaczow, polski agronom, polityk, poseł na Sejm PRL (ur. 1913)
- 1970:
  - Ödön Holits, węgierski piłkarz, trener, lekkoatleta, skoczek w dal (ur. 1886)
  - Arsienij Karawajew, radziecki polityk (ur. 1903)
  - Tacjanna Wysocka, polska tancerka, choreografka, pedagog, teoretyk baletu (ur. 1894)
- 1971:
  - Hamazasp Harutiunian, radziecki dyplomata (ur. 1902)
  - Ignacy Reifer, polski biochemik pochodzenia żydowskiego (ur. 1909)
- 1972 – Franz Halder, niemiecki generał, szef Sztabu Generalnego Wojsk Lądowych III Rzeszy (ur. 1884)
- 1974:
  - Stefan Lgocki, polski kapitan rezerwy, legionista, polityk, wójt gminy Łopuszna, poseł na Sejm RP (ur. 1894)
  - Georges Pompidou, francuski polityk, prezydent Francji (ur. 1911)
- 1976 – Feliks Stamm, polski trener bokserski (ur. 1901)
- 1977 – Orlin Wasilew, bułgarski pisarz, polityk (ur. 1904)
- 1978 – Mścisław (Wołonsiewicz), rosyjski biskup prawosławny (ur. 1906)
- 1979:
  - Billy Austin, angielski piłkarz (ur. 1900)
  - Józef Sobota, polski piłkarz (ur. 1903)
- 1980:
  - Harold Lester Johnson, amerykański astronom (ur. 1921)
  - Jan Markowski, polski kompozytor, pianista, oficer AK, uczestnik powstania warszawskiego (ur. 1913)
- 1982:
  - Bernard Higl, jugosłowiański piłkarz, trener (ur. 1908)
  - Joazaf (Owsiannikow), rosyjski biskup prawosławny (ur. 1904)
  - Jerzy Rosołowicz, polski malarz (ur. 1928)
- 1983 – Zdzisław Wesołowski, polski piłkarz (ur. 1927)
- 1984:
  - Recha Freier, izraelska pisarka (ur. 1892)
  - Mario Pretto, włoski piłkarz, trener (ur. 1915)
  - Leon Radojewski, polski piłkarz (ur. 1909)
- 1985 – Witold Gieras, polski piłkarz (ur. 1897)
- 1987:
  - Tadeusz Byrski, polski reżyser teatralny, aktor, pedagog (ur. 1906)
  - Buddy Rich, amerykański perkusista (ur. 1917)
  - Harry Watt, brytyjski reżyser filmowy (ur. 1906)
- 1988:
  - Jacques André, francuski pułkownik pilot, as myśliwski (ur. 1919)
  - André Polak, belgijski architekt (ur. 1914)
- 1990 – Rafael Lorente de Nó, hiszpańsko-amerykański neurofizjolog, neuroanatom (ur. 1902)
- 1992 – Juanito, hiszpański piłkarz (ur. 1954)
- 1993 – Stefan Arski, polski dziennikarz, działacz komunistyczny, publicysta (ur. 1910)
- 1994:
  - Betty Furness, amerykańska aktorka (ur. 1916)
  - Lech Kluj, polski kolarz szosowy (ur. 1948)
  - Józef Stanisław Ostoja-Kotkowski, polski malarz, rzeźbiarz, scenograf, fotografik, twórca sztuki laserowej (ur. 1922)
- 1995:
  - Hannes Alfvén, szwedzki fizyk, astrofizyk, wykładowca akademicki, laureat Nagrody Nobla (ur. 1908)
  - Zbigniew Chwedczuk, polski dyrygent (ur. 1921)
  - Henri Guérin, francuski piłkarz (ur. 1921)
  - Pimien Panczanka, białoruski poeta, dziennikarz (ur. 1917)
- 1996:
  - Jan Janowski, polski muzyk bluesowy, kompozytor, autor tekstów, plastyk, konserwator zabytków (ur. 1950)
  - Kazimierz Romaniuk, polski ekonomista, statystyk, demograf, wykładowca akademicki (ur. 1908)
- 1997:
  - Wiktor Boniecki, polski ekonomista, działacz partyjny (ur. 1918)
  - Zsolt Durkó, węgierski kompozytor (ur. 1934)
- 1998 – Mieczysław Tofil, polski artysta ludowy (ur. 1902)
- 1999 – Tadeusz Gąsienica-Giewont, polski kompozytor, muzyk, przewodnik i ratownik tatrzański (ur. 1915)
- 2000:
  - Tommaso Buscetta, włoski mafioso (ur. 1928)
  - Zbigniew Rudnicki, polski polityk (ur. 1928)
- 2001 – Stani Nitkowski, francuski malarz pochodzenia polskiego (ur. 1949)
- 2002:
  - Jan Ryszard Kłossowicz, polski malarz, grafik (ur. 1924)
  - John R. Pierce, amerykański inżynier (ur. 1910)
  - Shigeo Sugimoto, japoński piłkarz (ur. 1926)
  - Robert L. Vaught, amerykański matematyk, logik, wykładowca akademicki (ur. 1926)
- 2003:
  - Bengt af Kleen, szwedzki curler (ur. 1922)
  - György Révész, węgierski reżyser filmowy (ur. 1927)
- 2004 – John Taras, amerykański tancerz, choreograf pochodzenia ukraińskiego (ur. 1919)
- 2005:
  - Kamil Fasiejew, tatarski i radziecki polityk (ur. 1919)
  - Nasri Maalouf, libański prawnik, polityk (ur. 1911)
  - Alois Vogel, austriacki pisarz, dziennikarz (ur. 1922)
  - Karol Wojtyła, polski duchowny katolicki, arcybiskup metropolita krakowski, kardynał, od 1978 papież Jan Paweł II, święty (ur. 1920)
- 2006 – Nina von Stauffenberg, niemiecka hrabianka (ur. 1913)
- 2007:
  - Henry Lee Giclas, amerykański astronom (ur. 1910)
  - Oktawia Górniok, polska prawnik (ur. 1926)
  - Livio Vacchini, szwajcarski architekt (ur. 1933)
- 2008:
  - Yakup Satar, turecki weteran I wojny światowej (ur. 1898)
  - Mona Seilitz, szwedzka aktorka (ur. 1943)
  - Adam Studziński, polski duchowny katolicki, dominikanin, generał, harcmistrz (ur. 1911)
  - Janina Waluk, polska socjolog, ekonomistka, działaczka społeczna (ur. 1926)
- 2009 – Bud Shank, amerykański saksofonista, flecista (ur. 1926)
- 2010:
  - Chris Kanyon, amerykański wrestler pochodzenia bułgarskiego (ur. 1970)
  - Per Lyngemark, duński kolarz torowy (ur. 1941)
  - Mike Zwerin, amerykański puzonista jazzowy (ur. 1930)
- 2012:
  - Jimmy Little, australijski muzyk (ur. 1937)
  - Sheri Mita, albański aktor (ur. 1943)
- 2013:
  - Bohdan Drozdowski, polski pisarz, tłumacz (ur. 1931)
  - Jesús Franco, hiszpański aktor, reżyser filmowy (ur. 1930)
  - Jane Henson, amerykańska lalkarka (ur. 1934)
  - Cezary Łagiewski, polski realizator, operator i reżyser telewizyjny (ur. 1939)
  - Milo O’Shea, irlandzki aktor (ur. 1926)
- 2014:
  - Pearse Lacey, kanadyjski duchowny katolicki, biskup Toronto (ur. 1916)
  - Urs Widmer, szwajcarski pisarz (ur. 1938)
- 2015:
  - Alberto Ricardo da Silva, wschodniotimorski duchowny katolicki, biskup Dili (ur. 1943)
  - Manoel de Oliveira, portugalski reżyser filmowy (ur. 1908)
  - William Friend, amerykański duchowny katolicki, biskup Shreveport (ur. 1931)
  - Raúl Gorriti, peruwiański piłkarz (ur. 1956)
  - Danuta Kwiatkowska, polska aktorka (ur. 1924)
  - Stanisław Pestka, polski dziennikarz, poeta, działacz kaszubski (ur. 1929)
  - Barbara Sass, polska reżyserka i scenarzystka filmowa (ur. 1936)
  - Olga Sawicka, polska tancerka (ur. 1932)
  - Steve Stevaert, belgijski i flamandzki polityk (ur. 1954)
- 2016:
  - Gato Barbieri, argentyński saksofonista jazzowy, kompozytor (ur. 1932)
  - Lars Gustafsson, szwedzki poeta, prozaik, dramaturg, eseista (ur. 1936)
  - László Sárosi, węgierski piłkarz (ur. 1932)
  - Thomas Zeng Jingmu, chiński duchowny katolicki, biskup Yujiang (ur. 1920)
- 2017:
  - Ravivimal Jaywardene, lankijski strzelec sportowy (ur. 1936)
  - Piotr Koper, polski pilot komunikacyjny i sportowy (ur. 1960)
  - Bronisław Porębski, polski trener i sędzia narciarski (ur. 1941)
  - Juliusz Wilczur-Garztecki, polski pisarz, tłumacz (ur. 1920)
- 2018:
  - Morris Halle, łotewski językoznawca (ur. 1923)
  - Zbigniew Łapiński, polski muzyk, kompozytor, pianista, akompaniator, dyrygent (ur. 1947)
  - Winnie Mandela, południowoafrykańska bojowniczka o prawa człowieka, polityk, pierwsza dama (ur. 1936)
  - Antoni Młotek, polski duchowny i teolog katolicki (ur. 1940)
  - Elie Onana, kameruński piłkarz (ur. 1951)
- 2019:
  - Lucilla Kossowska, polska malarka, anglistka (ur. 1972)
  - Andrzej Trzos-Rastawiecki, polski reżyser i scenarzysta filmowy (ur. 1933)
  - Sergio Valdés, chilijski piłkarz (ur. 1933)
- 2020:
  - Robert Beck, amerykański pięcioboista nowoczesny, szermierz (ur. 1936)
  - Mario Chaldú, argentyński piłkarz (ur. 1942)
  - Oskar Fischer, niemiecki polityk, minister spraw zagranicznych (ur. 1923)
  - Juan Giménez, argentyński autor komiksów (ur. 1943)
  - João Marcos, brazylijski piłkarz (ur. 1953)
  - Łukasz Rudnicki, polski malarz, rysownik (ur. 1973)
- 2021:
  - Walentin Afonin, rosyjski piłkarz, trener (ur. 1939)
  - Marek Czekalski, polski inżynier włókiennik, polityk, samorządowiec, prezydent Łodzi (ur. 1953)
  - Jacek Gomólski, polski żużlowiec (ur. 1968)
- 2022:
  - Estelle Harris, amerykańska aktorka (ur. 1928)
  - Silvio Longobucco, włoski piłkarz (ur. 1951)
  - Jan Pilch, polski perkusista, pedagog muzyczny (ur. 1956)
  - Leonel Sánchez, chilijski piłkarz (ur. 1936)
  - Janusz Styczeń, polski poeta, dramatopisarz, prozaik (ur. 1939)
- 2023:
  - José Jovêncio Balestieri, brazylijski duchowny katolicki, biskup Humaity i Rio do Sul (ur. 1939)
  - Seymour Stein, amerykański przedsiębiorca, producent muzyczny (ur. 1942)
  - Władlen Tatarski, rosyjski bloger wojskowy, propagandysta (ur. 1982)
- 2024:
  - John Barth, amerykański pisarz (ur. 1930)
  - Mariusz Bilewski, polski kolarz szosowy (ur. 1971)
  - Veljko Bulajić, czarnogórski reżyser filmowy (ur. 1928)
  - Antonina Chmielarczyk, polska saneczkarka, spadochroniarka (ur. 1934)
  - Doros Christodulidis, cypryjski kardiolog, polityk, eurodeputowany (ur. 1946)
  - Maryse Condé, gwadelupska pisarka, literaturoznawczyni (ur. 1934)
  - Göran Hagberg, szwedzki piłkarz (ur. 1947)
  - Gerhard Lohfink, niemiecki duchowny katolicki, teolog, biblista, publicysta (ur. 1934)
  - Juan Vicente Pérez Mora, wenezuelski superstulatek, najstarszy mężczyzna na świecie (ur. 1909)
- 2025:
  - Zbigniew Kwias, polski urolog, profesor nauk medycznych (ur. 1941)
  - Fábio Marcelino, brazylijski siatkarz (ur. 1973)
  - Khamtai Siphandon, laotański generał, polityk, prezydent Laosu (ur. 1924)